# Andrena pratincola
Andrena pratincola är en biart som beskrevs av Warncke 1974. Andrena pratincola ingår i släktet sandbin, och familjen grävbin. Inga underarter finns listade i Catalogue of Life.